# Hieracium atrocalyx
Hieracium atrocalyx es una especie de planta con flor del género Hieracium, de la familia Asteraceae, orden Asterales.

## Distribución
Hieracium atrocalyx se distribuye por Italia.

## Taxonomía
Fue descrita científicamente por Gottschl. Fue publicada en Stapfia 95: 33 (2011).